# Racu (okręg Harghita)
Racu (węg. Csíkrákos) – wieś w Rumunii, w okręgu Harghita, w gminie Racu. W 2011 roku liczyła 1128 mieszkańców.